# Костешти (Горж)
Костешти (рум. Costești) насеље је у Румунији у округу Горж у општини Аниноаса. Oпштина се налази на надморској висини од 190 m.

## Становништво
Према подацима из 2002. године у насељу је живело 1135 становника, од којих су сви румунске националности.